# Duque de Pastrana (metrostation)
Duque de Pastrana is een metrostation in het stadsdeel Chamartín van de Spaanse hoofdstad Madrid. Het station werd geopend op 30 december 1983 en wordt bediend door lijn 9 van de metro van Madrid.